# Contia
Contia is een geslacht van slangen uit de familie toornslangachtigen (Colubridae) en de onderfamilie Dipsadinae.
Er zijn twee verschillende soorten, inclusief de pas in 2010 wetenschappelijk beschreven soort Contia longicaudae. Alle soorten komen voor in delen van Noord-Amerika en leven in de landen Canada en de Verenigde Staten.

## Naam en indeling
De wetenschappelijke naam van de groep werd voor het eerst voorgesteld door Spencer Fullerton Baird en Charles Frédéric Girard in 1853.

## Verspreiding en habitat
De soorten komen voor in delen van Noord-Amerika en leven in de Verenigde Staten in de staten Californië, Oregon, Washington en in Canada in Brits-Columbia. De habitat bestaat uit gematigde bossen, savannes en scrubland.

## Beschermingsstatus
Door de internationale natuurbeschermingsorganisatie IUCN is aan beide soorten een beschermingsstatus toegewezen. De slangen worden beschouwd als 'veilig' (Least Concern of LC).

### Soorten
Het geslacht omvat de volgende soorten, met de auteur en het verspreidingsgebied.
| Naam               | Auteur                | Verspreidingsgebied                                                       | Beschermingsstatus |
| ------------------ | --------------------- | ------------------------------------------------------------------------- | ------------------ |
| Contia longicaudae | Feldman & Hoyer, 2010 | Verenigde Staten, Californië, Oregon                                      |                    |
| Contia tenuis      | Baird & Girard, 1852  | Canada (Brits-Columbia), Verenigde Staten, Californië, Oregon, Washington |                    |